# Ainay-le-Château
Ainay-le-Château [ɛnɛ l(ə) ʃɑto] ist eine französische Gemeinde mit 987 Einwohnern (Stand 1. Januar 2022) im Département Allier in der Region Auvergne-Rhône-Alpes. Sie gehört zum Arrondissement Montluçon und zum Gemeindeverband Pays de Tronçais.

## Geographie
Die Gemeinde Ainay-le-Château liegt an der Grenze zum Département Cher in einer Höhe von rund 215 m im nördlichen Bourbonnais am Fluss Sologne. Der Fluss Marmande verläuft im Osten der Gemeinde. Die Städte Montluçon, Moulins, Bourges und Nevers befinden sich allesamt im Umkreis von etwa 60 bis 70 Kilometern. Zur Gemeinde gehören auch das ehemals eigenständige Dorf Saint-Benin sowie mehrere Einzelhöfe.

## Geschichte
Bis zur Französischen Revolution war Ainay eine von 15 Kastellaneien der Herzöge von Bourbon und des Bourbonnais, die innerhalb der Stadt eine Burg bzw. ein Schloss (château) besaßen und sie mit einer Festungsmauer umgeben ließen. Die Überreste der mittelalterlichen Burg wurden im 19. Jahrhundert niedergerissen.

### Bevölkerungsentwicklung
Im 19. Jahrhundert gab es ein deutliches Bevölkerungswachstum von etwa 800 auf annähernd 2.300 Einwohner. Infolge der Reblauskrise im Weinbau und der Mechanisierung der Landwirtschaft, die den Verlust vieler Arbeitsplätze zur Folge hatte, ging die Einwohnerzahl seitdem kontinuierlich bis auf die derzeitigen Tiefststände zurück.
| Jahr                       | 1962 | 1968 | 1975 | 1982 | 1990 | 1999 | 2006 | 2012 | 2022 |
| Einwohner                  | 1594 | 1613 | 1552 | 1544 | 1458 | 1165 | 1116 | 1021 | 987  |
| Quellen: Cassini und INSEE |      |      |      |      |      |      |      |      |      |

## Wirtschaft
Jahrhundertelang lebten die Einwohner von Ainay-le-Château als Selbstversorger von der Landwirtschaft, zu der auch der Weinbau gehörte; hinzu kamen Kleinhandel und Handwerk. Nach der Reblauskrise kam der Weinbau jahrzehntelang völlig zum Erliegen, doch mittlerweile werden wieder Rot-, Rosé und Weißweine produziert, die über die Appellation Val-de-Loire vermarktet werden. Viele leerstehende Häuser sind zu Ferienwohnungen (gîtes) umgebaut worden.

## Sehenswürdigkeiten
- Die heutige Pfarrkirche Saint-Étienne hat eine komplexe Baugeschichte, die – nach heutigem Kenntnisstand – mit einer romanischen Kirche begann, von welcher noch ein Portal mit Vielpassbogen erhalten ist. Der Glockenturm stammt aus dem 13. Jahrhundert, doch auch er musste im 16. Jahrhundert den Einbau eines imposanten Renaissanceportals erdulden. In dieser Zeit wurde wahrscheinlich das noch existierende romanische Kirchenschiff abgerissen und durch einen eher unscheinbaren spätgotischen Neubau ersetzt. Die heutigen Ostteile (Chor) wurden erst Ende des 17. Jahrhunderts hinzugefügt. Das dreischiffige Innere der Kirche beherbergt mehrere denkmalgeschützte Grabsteine und Schnitzfiguren, darunter eine Pietà des 16. Jahrhunderts. Der Kirchenbau wurde bereits im Jahr 1913 in die Liste der Monuments historiques eingetragen.[1]

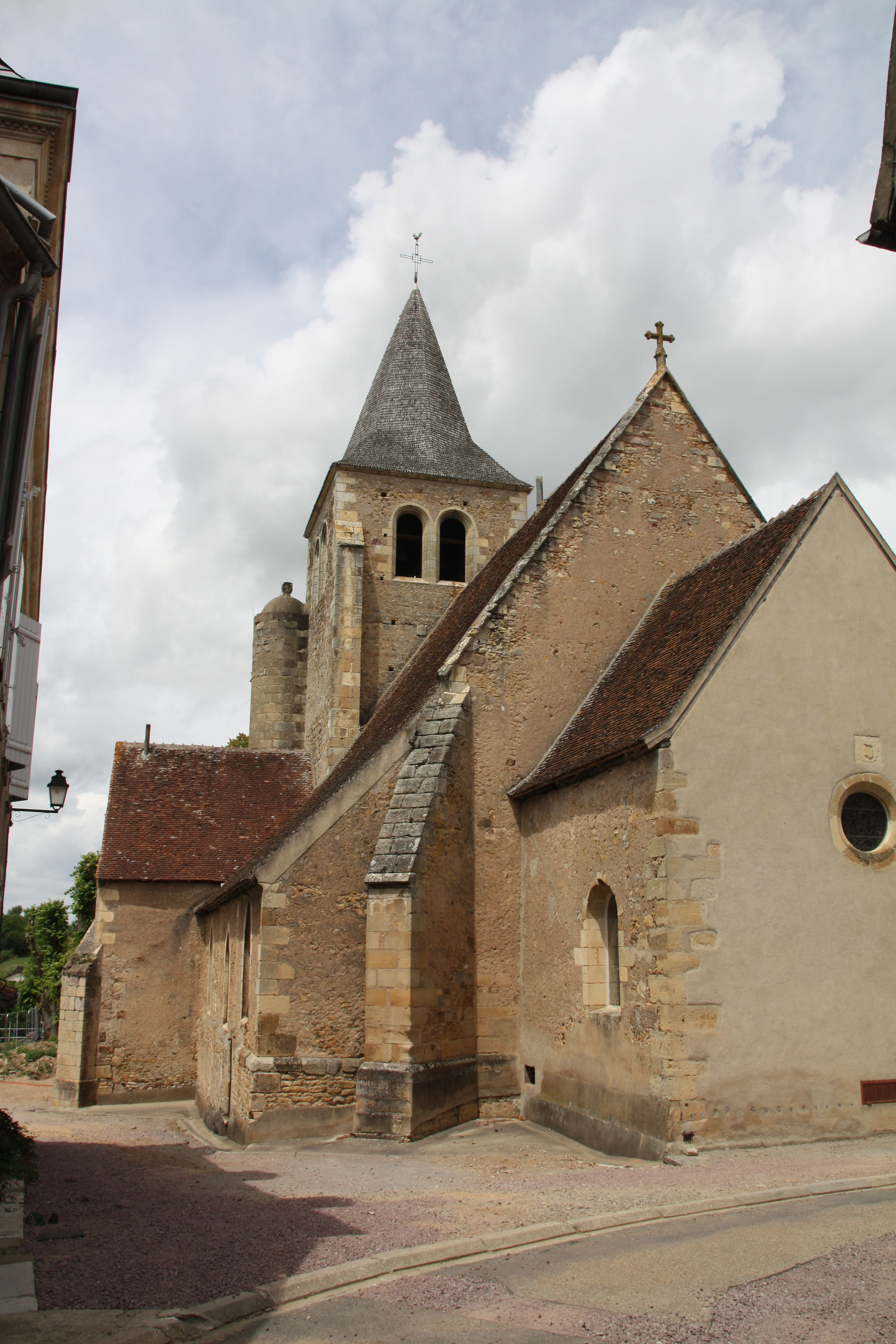
Kirche Saint-Étienne
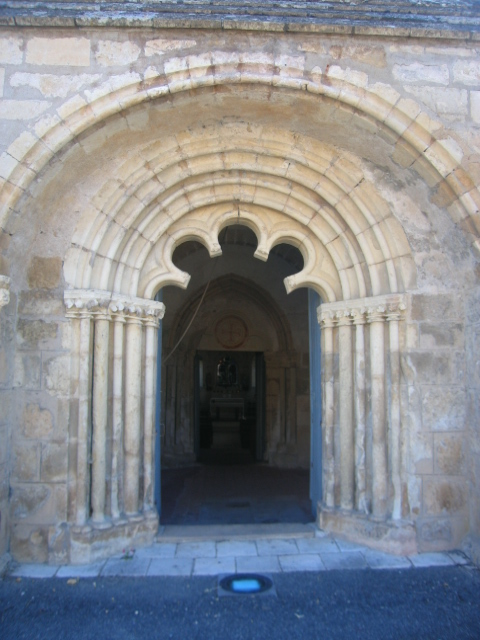
Romanisches Portal
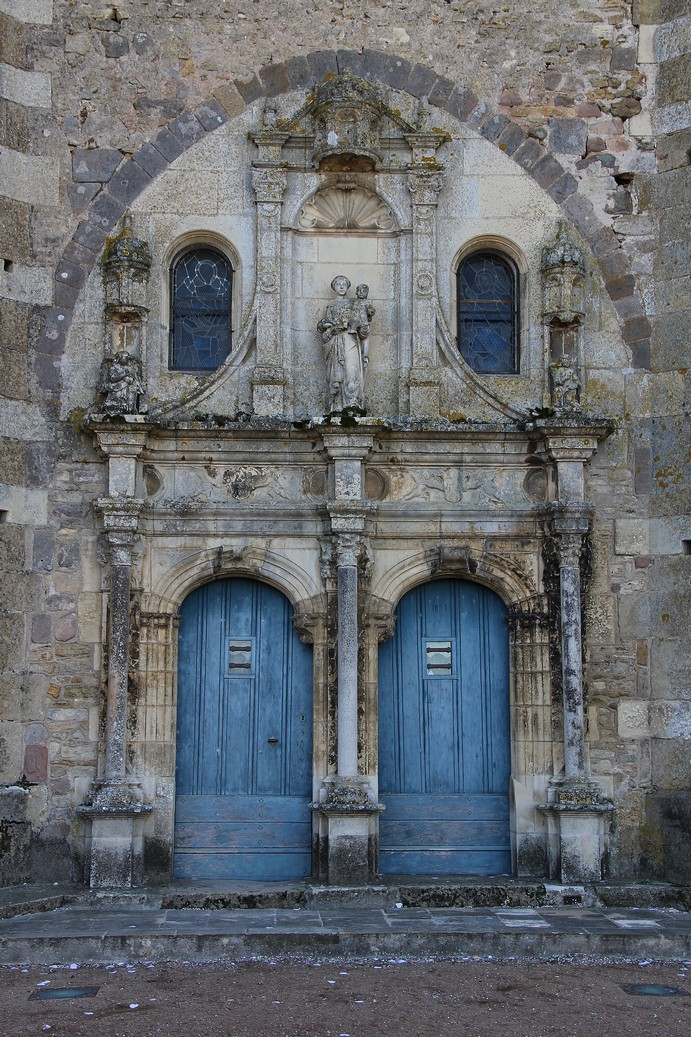
Renaissanceportal
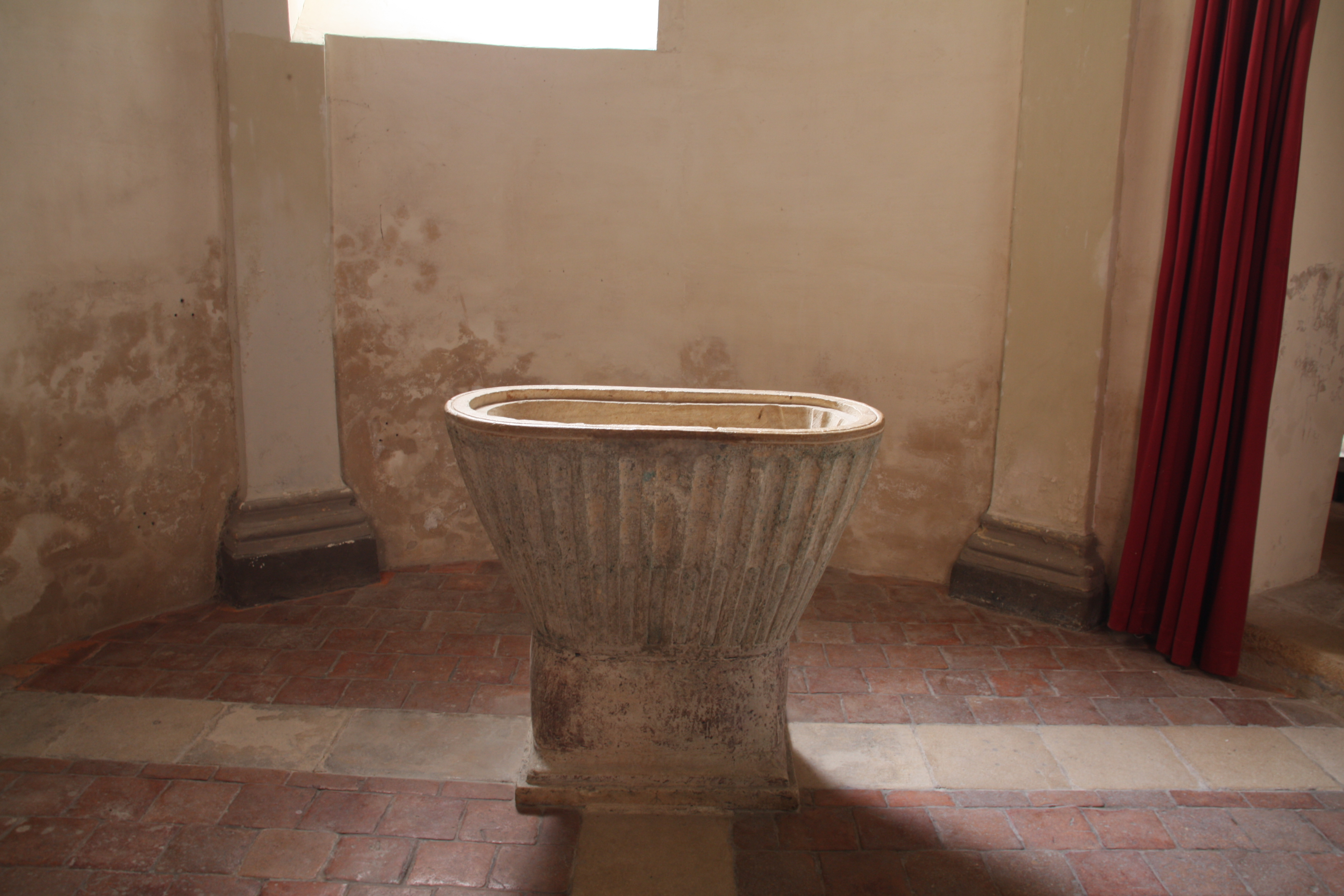
Taufbecken
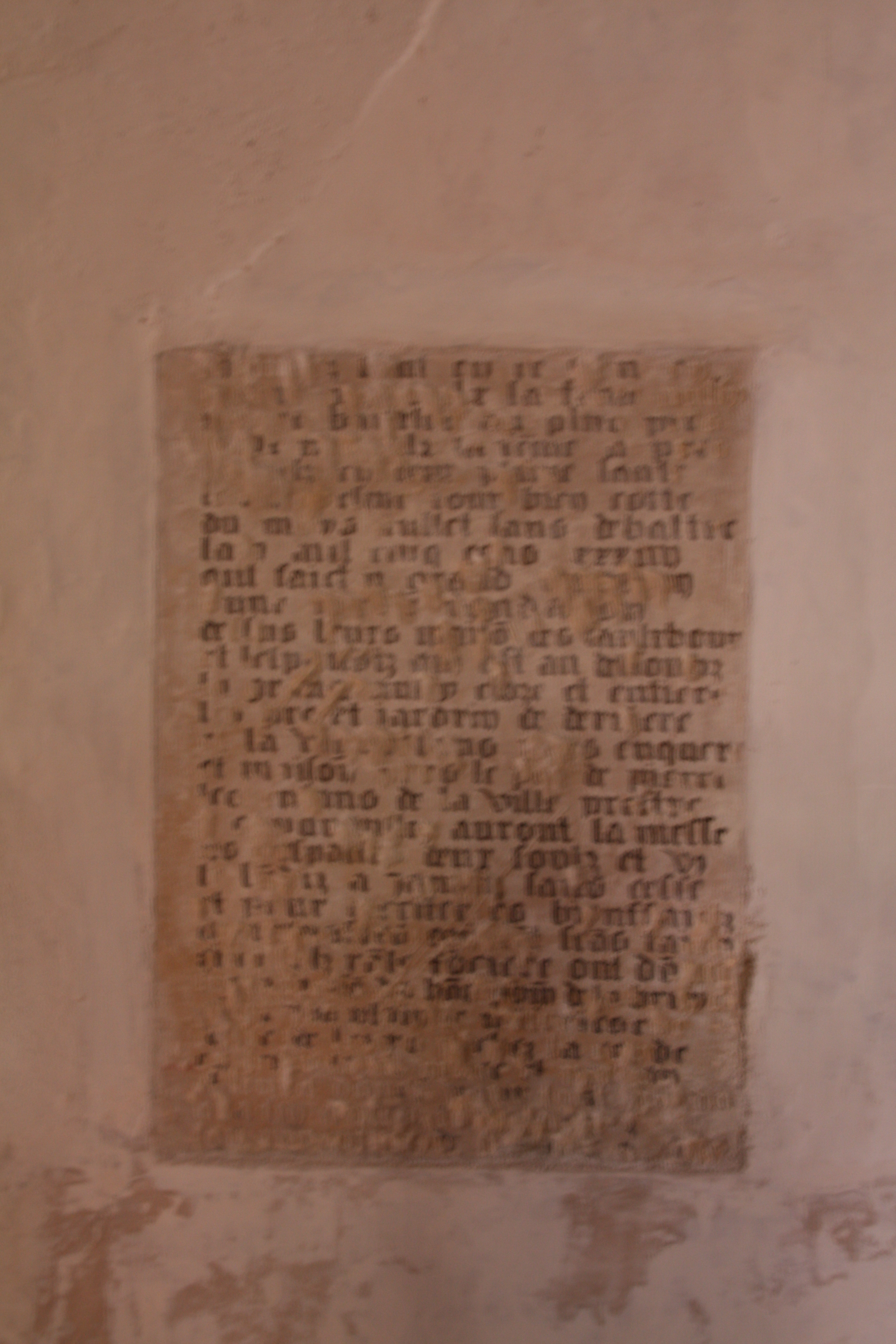
Grabplatte mit Inschrift
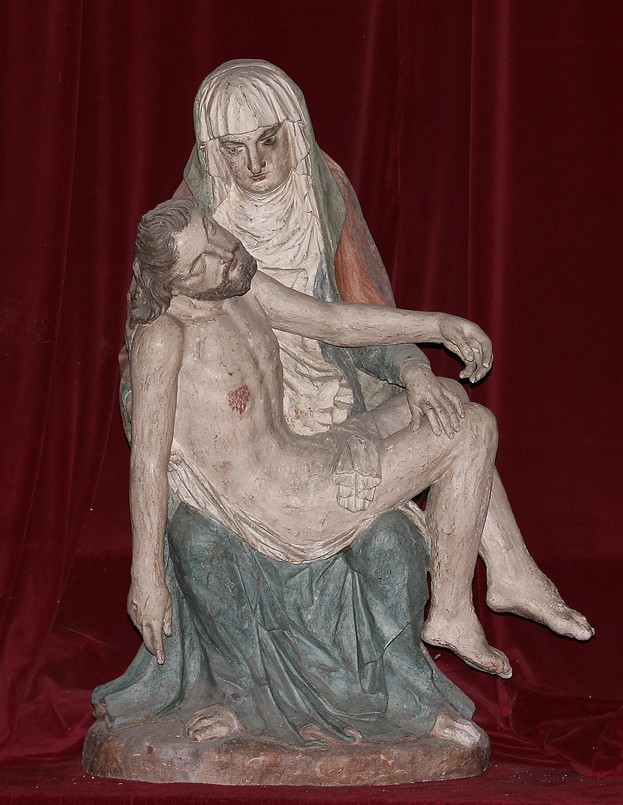
Pietà
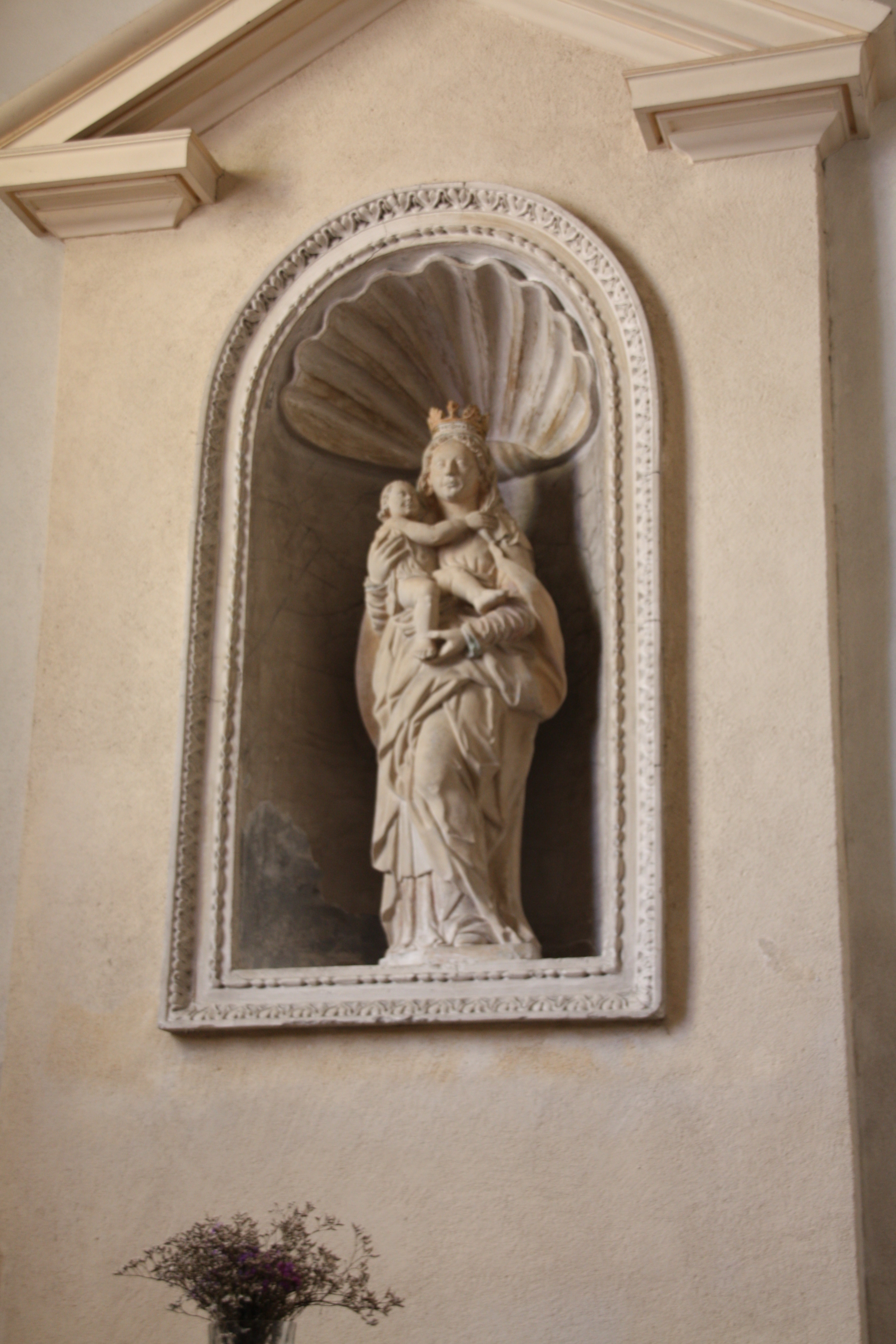
Madonna mit Kind

- Die Reste der größtenteils dem 15. Jahrhundert zuzurechnenden Ortsbefestigungen (remparts) mit ihren 30 halbrund vorspringenden Bastionen und einem imposanten Tor (Porte de l’Horloge), welches zeitweise auch als Gefängnis diente, sind seit dem Jahr 2007 ebenfalls als Monuments historiques anerkannt.[2]
- In der Kapelle Saint-Roch befindet sich eine denkmalgeschützte Holzfigur des in weiten Teilen Frankreichs ehemals recht populären Saint-Fiacre aus dem 17. Jahrhundert.[3]

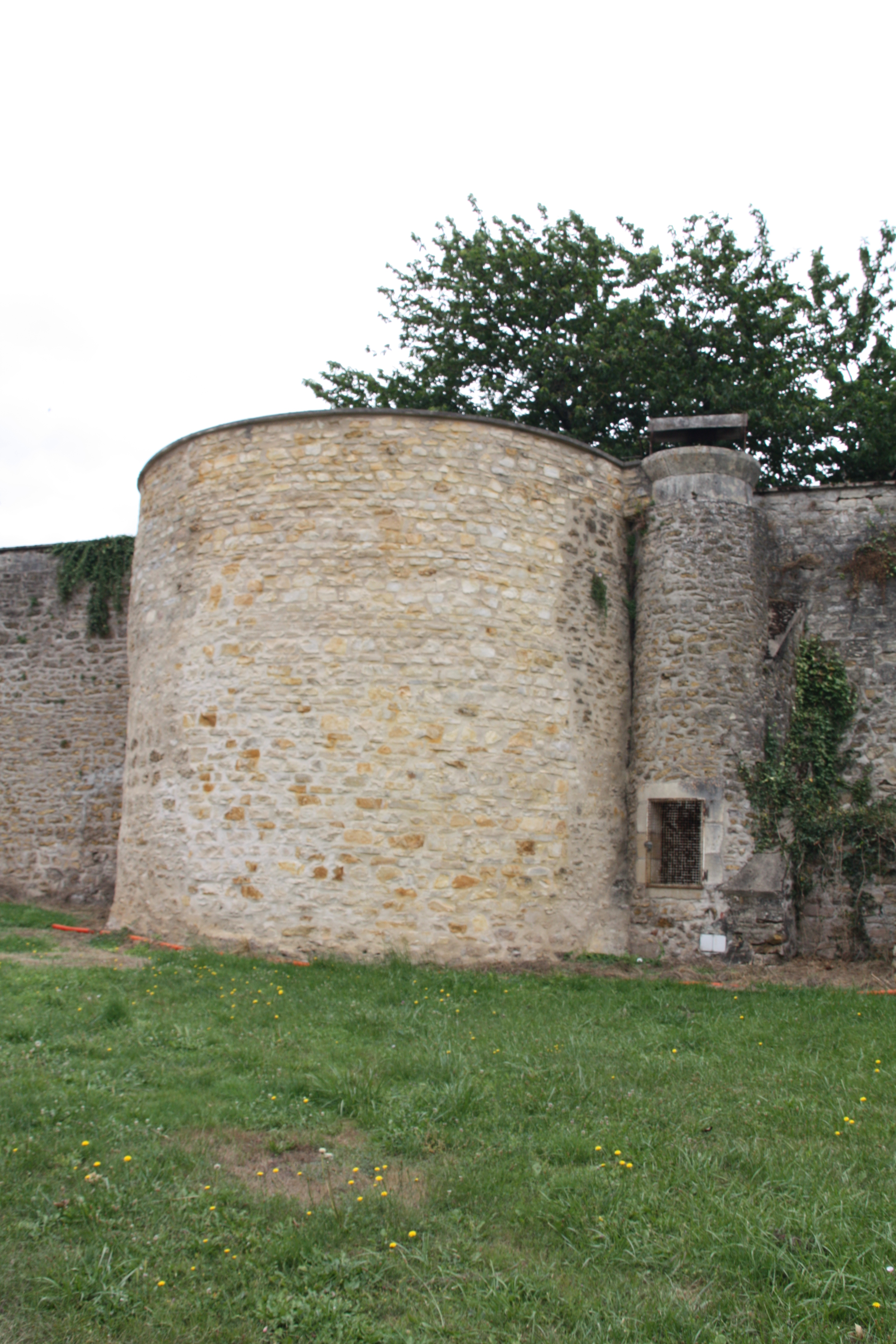
Reste der Ortsbefestigung
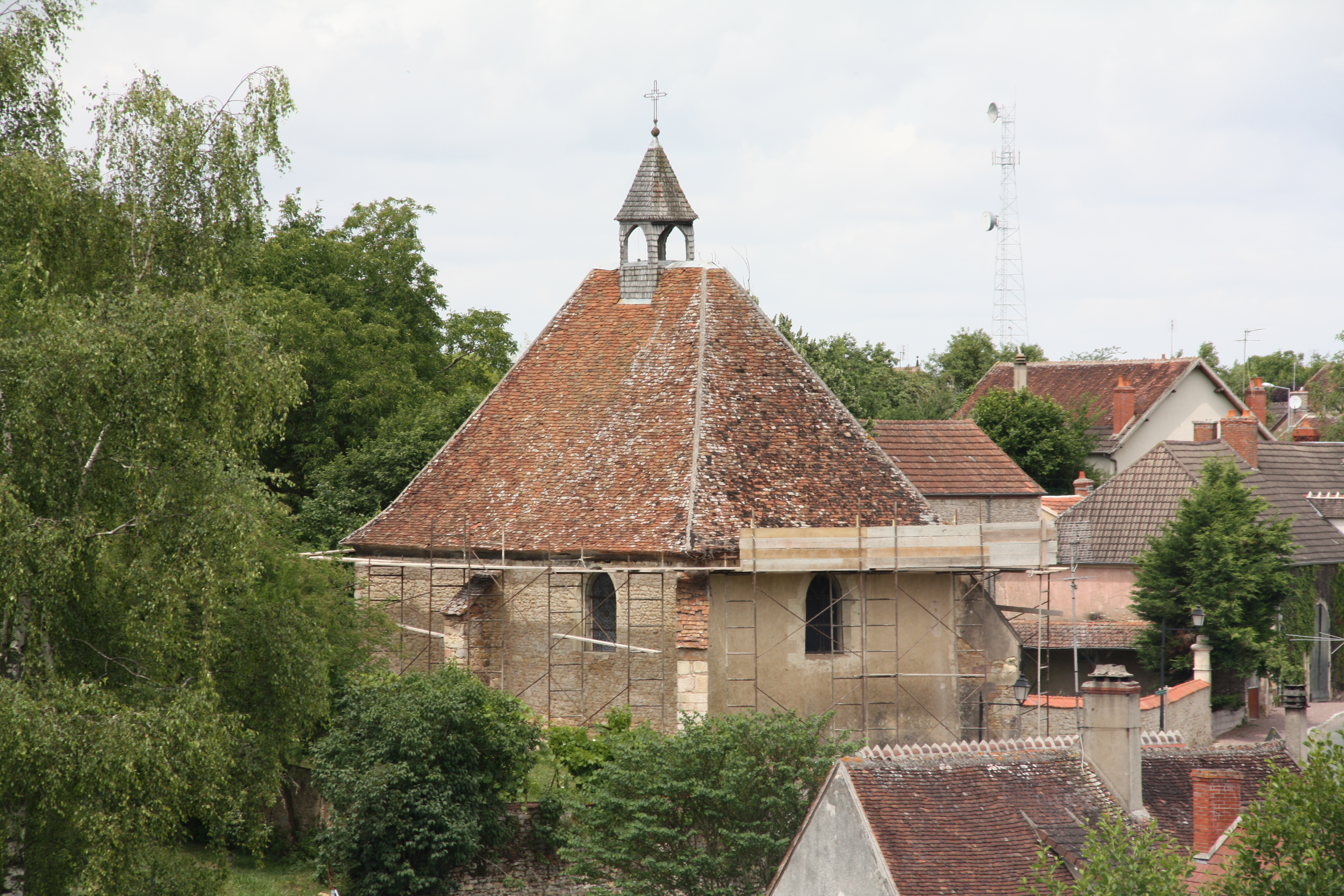
Kapelle Saint-Roch

## Belege
1. ↑  Église Saint-Étienne, Ainay-le-Château in der Base Mérimée des französischen Kulturministeriums (französisch)
2. ↑  Fortifications, Ainay-le-Château in der Base Mérimée des französischen Kulturministeriums (französisch)
3. ↑  Statue de Saint-Fiacre, Ainay-le-Château in der Base Palissy des französischen Kulturministeriums (französisch)